# Cyathea varians
Cyathea varians är en ormbunkeart som först beskrevs av Robbin C. Moran, och fick sitt nu gällande namn av Lehnert. Cyathea varians ingår i släktet Cyathea och familjen Cyatheaceae. Inga underarter finns listade.